# Fabio Casartelli
Fabio Casartelli (Como, Llombardia, 16 d'agost de 1970 - 18 de juliol de 1995) va ser un ciclista italià, professional des de 1993 fins al 1995.
Quan encara era amateur, va guanyar la medalla d'or a la prova en ruta als Jocs Olímpics de 1992. Del seu palmarès com a professional no en destaca cap victòria d'importància.
Durant la disputa de la 15a etapa del Tour de França de 1995 va patir una caiguda en el descens del Coll de Portèth d'Aspèth. El ciclista, que no portava el casc a causa de la calor, va patir importants lesions a la cara i el cap, va perdre el coneixement i mentre era evacuat en helicòpter a un hospital va perdre la vida.
La bicicleta que portava durant la seva caiguda es conserva a la capella de Madonna del Ghisallo.

## Palmarès
- 1991
  - Vencedor d'una etapa a la Volta a Costa Rica
- 1991
  - 1r al Gran Premi Capodarco
- 1992
  -  Medalla d'or als Jocs Olímpics de Barcelona en Ruta individual
  - 1r al Trofeu Zssdi
  - 1r a la Coppa Cicogna
- 1993
  - Vencedor d'una etapa a la Setmana Ciclista Llombarda

### Resultats al Giro d'Itàlia
- 1993. 107è de la Classificació general
- 1994. Abandona

### Resultats al Tour de França
- 1994. Abandona (7a etapa)
- 1995. Difunt (15a etapa)